# Christian Lobeck
Christian Lobeck (Naumburg, 5 giugno 1781 – Königsberg, 25 agosto 1860) è stato un filologo classico tedesco.

## Biografia
Lobeck nacque a Naumburg, nell'Elettorato di Sassonia. Dopo aver studiato presso le università di Jena e di Lipsia, diventò Privatdozent presso l'Università di Wittenberg nel 1802, e nel 1810 fu nominato professore. Quattro anni dopo accettò la cattedra di retorica e antica letteratura a Königsberg, che la occupò fino alla sua morte.
Le sue attività letterarie furono dedicate alla storia della religione greca e alla lingua greca e letteraria. Il lavoro più importante di Lobeck s’intitola Aglaophamus (prendendo il nome dal leggendario maestro di Pitagora, 1829), nel quale egli sostiene i punti di vista espressi da G. F. Creuzer nell’opera Symbolik (1810-1823): la religione dei misteri greci (in particolare quelli di Eleusi) non differisce sostanzialmente dalla religione nazionale; i sacerdoti in quanto tali non insegnano né possiedono alcuna conoscenza superiore di Dio; gli elementi orientali sono un'importazione successiva.
L'edizione di Lobeck dell'Aiace di Sofocle (1809), fu molto importante per il suo successo; altre opere importanti: Phrynichus (1820), Paralipomena grammaticae Graecae (vol. I-II; 1837), Pathologiae sermonis Graeci prolegomena (1843) e Pathologiae Graeci sermonis elementa (vol. I-II; 1853-62). Non aveva poca simpatia con la filologia comparata, ritenendo che fosse necessaria una vita per acquisire una conoscenza approfondita di una sola lingua.